# ستيف كارتر
ستيف كارتر (بالإنجليزية: Steve Carter)‏ (13 أبريل 1972 بسندرلاند في المملكة المتحدة - ) هو لاعب كرة قدم بريطاني في مركز الهجوم. لعب مع مانشستر يونايتد ونادي سكاربورو ودورهام سيتي ‏ وبيشوب أوكلاند ‏ وGuisborough Town F.C. ‏ ونادي  شيلدز الشمالية ‏ وNorthallerton Town F.C. ‏.